# Церковь Святой Елизаветы (Херне)
Церковь Святой Елизаветы (нем. St.-Elisabeth-Kirche) — католическая приходская церковь в районе Митте города Херне; здание храма является самым молодым в регионе — основной корпус был построен в 1951—1952 годах, а колокольня появилась в 1957. Церковные витражи были созданы местным художником Йозефом Гезингом в 1955 и 1990 годах.